# 文化區

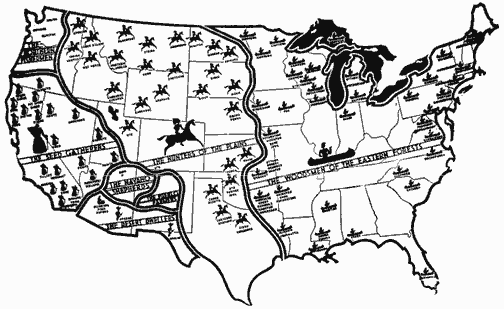
由Wissler繪製的「文化區」地圖

文化區（英語：Cultural area）是指文化較接近的地區。此概念與另一個類似的概念「文化圈」（德文：Kulturkreis）的意思並不盡相同，後者現時在日本非常流行。

## 與「文化圈」的分別
「文化區」與「文化圈」，兩者都是與文化相關的地域名詞，兩者同樣是在第二次世界大戰之前提出的，意思亦有少許類似，但並不盡相同。

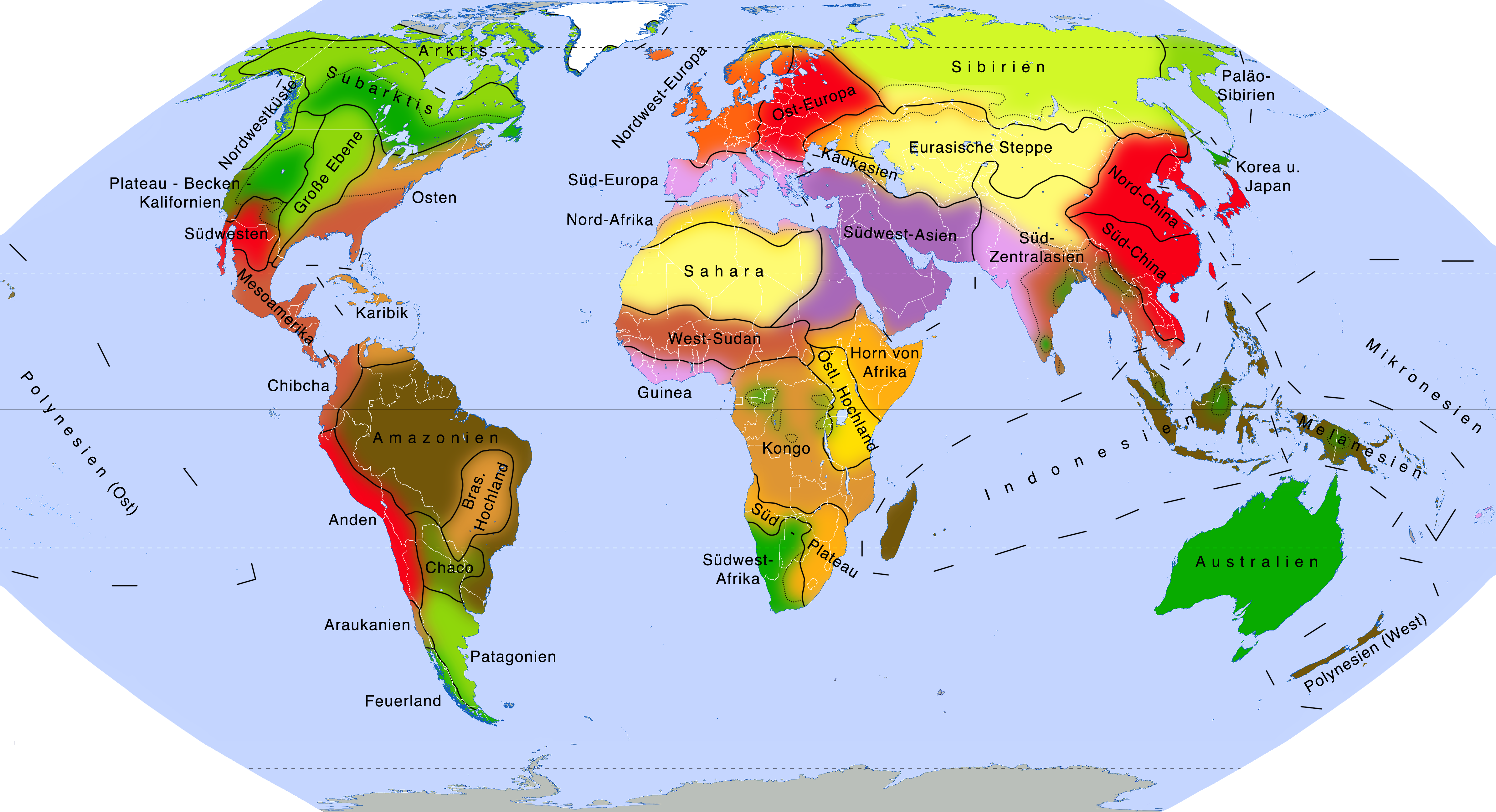

首先，「文化區」是由美國的Clark Wissler和阿弗烈·克魯伯，兩位人類學家提出的文化人類學概念；「文化圈」則是由德國的Fritz Graebner和奧地利的Wilhelm Schmidt，兩位民族學家提出的。
另外，「區（Area）」的意思非常清晰，就是指地域。「圈（Circle）」的意思卻很模糊，例如「演藝圈」的圈字就有「界」的意思，「華人圈」的圈字則是指社群，而「文化圈」按字面並沒有地域的意思，但現時流行於日本的「文化圈」概念，事實上卻是一個地域名詞。不過因為日本用「圈」字代替了「區」字，使其地域性質變得不明顯，一般人便不容易察覺其背後所隱含的地域性質。這類概念亦最容易被利用和變質，最明顯的例子就是「大東亞共榮圈」。至於「文化區」則沒有此問題，因為意思本來就很清晰，很難被利用。
最後，「文化區」所著重的是地理，很少會著重歷史。但現時流行於日本的「文化圈」概念，所著重的卻是「歷史發展」與「地域統合」。